# Pier Maria Bichi
Pier Maria Bichi (Siena, 1619 circa – Pitigliano, 9 settembre 1684) è stato un vescovo cattolico italiano.

## Biografia
Nato a Siena intorno al 1619, faceva parte di una nobile famiglia della città ed era figlio di Firmano Bichi e di Onorata Mignanelli, sorella uterina del futuro pontefice Alessandro VII. Il fratello maggiore, Antonio Bichi, sarà invece vescovo e cardinale.
Entrò nell'Ordine di San Benedetto nella congregazione olivetana e il 18 marzo 1658 venne nominato vescovo di Todi da papa Alessandro VII, ricevendo la consacrazione episcopale dal cardinale Cesare Facchinetti il 31 marzo.
Il 12 giugno 1673 fu trasferito alla diocesi di Sovana e l'anno successivo dette inizio alla prima visita pastorale. Il 29 luglio 1674 acquistò inoltre un palazzo dal Comune di Pitigliano, il "Borghetto", per stabilirvi la personale residenza, lasciando così la sede di Sovana. Altre visite pastorali vennero effettuate nel 1679-80 e nel 1682, mentre il 15 ottobre 1682 fu indetto il sinodo diocesano.
Dopo la sua morte, avvenuta a Pitigliano il 9 settembre 1684, i fratelli decisero di cedere il "Borghetto" alla mensa vescovile: da questo momento l'edificio diventerà la sede definitiva dei vescovi sovanesi, sancendo il definitivo abbandono di Sovana.

## Genealogia episcopale
La genealogia episcopale è:
- Cardinale Diego Espinosa Arévalo
- Cardinale Gaspar de Quiroga y Vela
- Cardinale Rodrigo de Castro Osorio
- Cardinale Bernardo de Sandoval y Rojas
- Vescovo Melchor Soria Vera y Diaz
- Vescovo Diego Castejón Fonseca
- Cardinale Cesare Facchinetti
- Vescovo Pier Maria Bichi